# Seleção Neocaledônia de Futebol
A Seleção Neocaledônia de Futebol representa a Nova Caledônia nas competições oficiais da FIFA.

## História
A Seleção da Nova Caledônia disputou sua primeira partida em 1951, contra a Nova Zelândia, e saiu com uma vitória por 2 a 0.
Filiada à FIFA apenas em 2004, a Nova Caledônia perdeu, para a mesma Nova Zelândia, o título da Copa das Nações da OFC de 2008, que foi parte das Eliminatórias da Oceania para a Copa de 2010. A seleção neozelandesa, que conquistou o torneio, enfrentou a quinta colocada das Eliminatórias da Ásia, mais precisamente o Bahrein, em um confronto decisivo, tendo, com o triunfo, se classificado para a Copa na África do Sul.
Em 2012, após devolver a derrota de quatro anos antes para os All Whites, a Seleção fez uma final inédita contra o Taiti, mas novamente perdeu a oportunidade de comparecer a um torneio expressivo como a Copa das Confederações.
A nível regional, a Nova Caledônia possui 7 títulos nos Jogos do Pacífico (1963, 1969, 1971, 1987, 2007, 2011 e 2015) e três segundos lugares (1966, 1975 e 2003).

## Desempenho em competições oficiais
Copa das Nações da OFC
| Copa das Nações da OFC | Copa das Nações da OFC | Copa das Nações da OFC | Copa das Nações da OFC | Copa das Nações da OFC | Copa das Nações da OFC | Copa das Nações da OFC | Copa das Nações da OFC | Copa das Nações da OFC |
| Ano                    | Fase                   | Posição                | J                      | V                      | E                      | D                      | GP                     | GC                     |
| ---------------------- | ---------------------- | ---------------------- | ---------------------- | ---------------------- | ---------------------- | ---------------------- | ---------------------- | ---------------------- |
| 1973                   | Terceiro lugar         | 3º                     | 5                      | 3                      | 0                      | 2                      | 10                     | 6                      |
| 1980                   | Terceiro lugar         | 3º                     | 4                      | 3                      | 0                      | 1                      | 14                     | 12                     |
| 1996                   | Não participou         | Não participou         | Não participou         | Não participou         | Não participou         | Não participou         | Não participou         | Não participou         |
| 1998                   | Não participou         | Não participou         | Não participou         | Não participou         | Não participou         | Não participou         | Não participou         | Não participou         |
| 2000                   | Não participou         | Não participou         | Não participou         | Não participou         | Não participou         | Não participou         | Não participou         | Não participou         |
| 2002                   | Fase de grupos         | 8º                     | 3                      | 0                      | 0                      | 3                      | 1                      | 14                     |
| 2004                   | Não participou         | Não participou         | Não participou         | Não participou         | Não participou         | Não participou         | Não participou         | Não participou         |
| 2008                   | Vice-campeão           | 2º                     | 6                      | 2                      | 2                      | 2                      | 12                     | 10                     |
| 2012                   | Vice-campeão           | 2º                     | 5                      | 3                      | 0                      | 2                      | 19                     | 7                      |
| 2016                   | Terceiro lugar         | 3º                     | 4                      | 1                      | 2                      | 1                      | 9                      | 3                      |
| Total                  | Vice-campeão           | 6/10                   | 27                     | 12                     | 4                      | 11                     | 65                     | 52                     |